# How to Start a Business in Taiwan
How to Start a Business in Taiwan (2013) 是一本由瑞典籍創業家和作家尹克勤（Elias Ek）所撰寫的台灣創業指南。本書包涵許多在台灣創業的資訊，是任何想在台灣創業或投資台灣的外國人都需要知道的。自從本書於2013年臺北國際書展（2013年1月30日至2月4日）正式發行販售後，消費者和社會都給予本書一致的好評。印刷後的第一本便交於台灣總統馬英九手中，他表示希望此書能夠幫助吸引更多的外國投資人來到台灣。
作者尹克勤（Elias Ek）表示本書並不是在教導讀者如何創立一個成功的企業，而是如何成功地創立一個企業。本書涵蓋的議題有：
- 在台經商簡介
- 在台經商指南
- 幫你的企業尋找員工
- 決定正確、合適的企業實體
- 商業/公司註冊
- 幫你的企業尋找資金
- 台灣法律制度、商標及專利概述
- 成功外籍創業家專訪

尹克勤（Elias Ek）說他寫這本書的目標是「當你聘請會計師幫你處理文書工作時，你知道該問哪些問題。你可以指著書裡面提到的中文名詞說『這是你提到的嗎？』然後輕易地跟會計師討論事情。」尹克勤（Elias Ek）說他的第二個目標是讓所有的讀者能夠照著書，藉由書包辦創業的所有步驟。
知名部落格InTaiwan.de推薦此書，但指出關於退休金的部分令人混淆，而且有些章節的順序混亂。
政府在Uni FM廣播電台贊助的百大創新企業家節目曾訪問尹克勤（Elias Ek），記者麗莲·金（Lillian Kim）也曾讚美尹克勤（Elias Ek）是在台最成功的外籍創業家之一。

## 背景
本書作者尹克勤（Elias Ek）來自瑞典，自2000年以來一直居住在台灣。2002年他共同創辦了企業對企業的行銷公司安石國際商務。在擴展企業的同時，他也花了非常多的時間支持其他在台灣的外籍創業家。2006年安石國際商務贊助了第一個關於外籍創業家的論壇，而尹克勤（Elias Ek）在2008年成為歐洲在台商業協會臺北中小企業服務中心的副主席，花費三年的時間舉辦論壇和工作坊。他目前活躍於法國工商會。
2011年一月尹克勤（Elias Ek）在曼谷的機場轉機，發現一本教導外國人如何在泰國創業的指南。受到啟發，他想在台灣也出版一本這樣的書。在召集許多實習生幫忙研究、撰寫、蒐集資料後，花費了兩年才將書的夢想實現。
同時，尹克勤（Elias Ek）在台灣投資數間新創公司，並且是主動將Startup Weekend引進台灣的企業家之一。

## 外部連結
- How to Start a Business in Taiwan official website（页面存档备份，存于）
- Enspyre official website（页面存档备份，存于）
- How to Start a Business in Taiwan on Amazon（页面存档备份，存于）